# Molekylærbiologisk Institut (Aarhus Universitet)
Molekylærbiologisk institiut var et institut ved Aarhus Universitet under Det Naturvidenskabelige Fakultet. Instituttet havde en afdeling i Universitetsparken og en i Forskerparken.

## Historie
Molekylærbiologisk Institut blev oprettet i 1967 under navnet Institut for Molekylær Biologi i forbindelse med de nyoprettede professorater i Molekylærbiologi og Biokemi. Indtil instituttet fik navnet i 2002 skiftede det navn en del gange grundet strukturændringer på universitetet i forbindelse med nye studieretninger m.v. til bl.a. Institut for Molekylær Biologi og Plantefysiologi.
Instituttet blev 1. januar 2011 fusioneret med størstedelen af Institut for Genetik og Bioteknologi til det nye Institut for Molekylærbiologi og Genetik.

## Medarbejdere og studerende
Instituttet var et af de største ved Aarhus Universitet og havde
- 115 forskere (heraf 45 fastansatte)
- 84 teknisk og administrativt personale (heraf 60 fastansatte)
- 70 ph.d.-studerende
- 190 projekt- og specialestuderende

Derudover var der 400 bachelorstuderende, der studerede molekylærbiologi.